# Джанет Єллен
Джанет Єллен (англ. Janet Yellen; нар. 13 серпня 1946) — американська економістка та державна діячка. Дослідниця в Брукінґському інституті та професорка Університету Каліфорнії в Берклі. Єллен обіймала посаду голови Федеральної резервної системи (ФРС) США із 2014 до 2018 (перша жінка на цьому посту) роках та заступниці голови ФРС у 2010—2014 роках Обіймає посаду міністерки фінансів США з 25 січня 2021 року.
Єллен була членом Ради керівників ФРС у 1994—1997 роках та у 2010—2018 роках. З 1997 до 1999 року вона обіймала посаду очільниці Ради економічних радників Білого дому в адміністрації Білла Клінтона. У 2004—2010 роках обіймала посаду президентки Федерального резервного банку Сан-Франциско.
Призначена на пост очільниці Федеральної резервної системи 2014 року за президентства Барака Обами. Після одного чотирирічного терміну вона не була перепризначена на цю посаду наступним президентом Дональдом Трампом.
Обраний президент США Джо Байден оголосив, що номінує Єллен на посаду Міністра фінансів США, коли вступить на пост президента у січні 2021 року. 25 січня 2021 року Сенат США затвердив Єллен на посаду, вона стала першою в історії жінкою-очільницею міністерства фінансів США, а також першою людиною, яка займала усі три найважливіші «економічні» пости в американському уряді (голова Ради економічних радників, голова ФРС, міністерка фінансів).

## Життєпис
Народилася в єврейській родині. Мати Анна (до шлюбу Блюменталь), батько Джуліус Єллен працював сімейним лікарем. Джанет закінчила Середню школу форту Гамільтон у Брукліні.
Джанет здобула ступінь бакалавра в Університеті Брауна (1967); доктора філософії — в Єльському університеті (1971).
Викладала у Гарварді (1971−1976), у Лондонській школі економіки (1978−1980) і Школі бізнесу Хааса (Каліфорнійський університет; з 1980 року). Одним з її студентів у Гарварді був Лоуренс Саммерс, директор Національної економічної ради (2009—2010).
Доктор Єллен є членом Ради з міжнародних відносин, Американської академії мистецтв і наук. Вона обіймала посади президента Західної економічної асоціації, віцепрезидента Американської економічної асоціації.
Працювала у Федеральній резервній системі США з 1970-х. Очолювала Раду економічних радників при Президенті США (1997−1999). Президент Федерального резервного банку Сан-Франциско (2004−2010). З 4 жовтня 2010 року — заступниця голови Ради керівників Федеральної резервної системи США Бена Бернанке.

### Діяльність на посаді голови ФРС
9 жовтня 2013 року Президент США Барак Обама запропонував кандидатуру Єллен на посаду голови ФРС США і закликав Сенат якомога швидше підтримати її кандидатуру..
6 січня 2014 року Сенат США затвердив її на посаду голови ФРС. Єллен стала першою жінкою на цій посаді. Обама заявив, що вона, на його думку, зможе знизити рівень безробіття і стримати інфляцію в країні.
3 лютого 2014 року вступила на посаду голови Федеральної резервної системи.

## Особисте життя
Чоловік — нобелівський лауреат Джордж Акерлоф. Мають спільного сина.

## Здобутки та нагороди
- У жовтні 2010 року отримала престижну премію Адама Сміта від Національної асоціації економіки бізнесу (NABE).
- У 2012 році обрана почесним членом Американської економічної асоціації.